# إسحاق فرازير
إسحاق فرازير هو سياسي كندي، ولد في 19 سبتمبر 1779، وتوفي في 2 يوليو 1858.